# Armanaz
Armanaz is een plaats in het Syrische gouvernement Idlib.